# 胸小肌
胸小肌（Pectoralis minor）為胸部上側一條三角型的肌肉，在人體中位於胸大肌深層處。

## 解剖
胸小肌的起點位於第三、第四，以及第五肋骨上緣靠近肋軟骨處的外肋間肌腱膜。
肌纖維會由起點向外上行聚為扁平狀的肌腱，並匯入肩胛骨的喙突內緣，形成一個橋狀的構造。而胸部到上肢的神經及血管則會由僑狀構造下方通過。
胸小肌位覆於鎖胸筋膜深層，胸內側神經會穿越胸小肌及鎖胸筋膜。

## 功能
胸小肌會將肩胛骨向下往胸的地方拉，施力時會使肩胛骨下緣向後微翹。

## 其他圖像

Position of pectoralis minor muscle (shown in red).
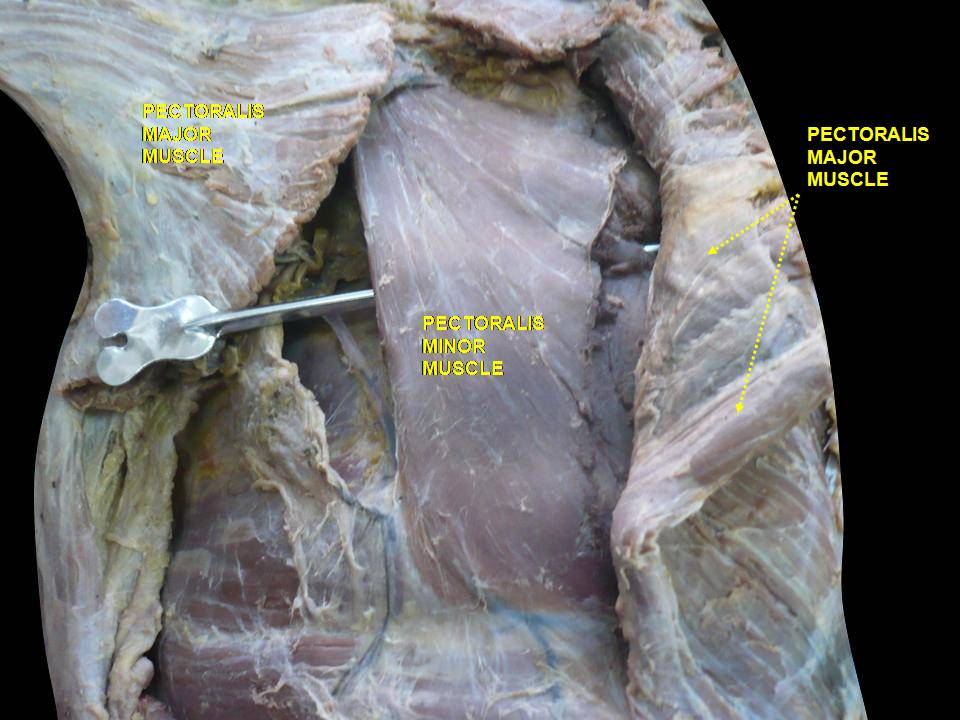
Right pectoralis minor muscle. Deep dissection.

## 外部連結
- Illustration: upper-body/pectoralis-minor from The Department of Radiology at the University of Washington
- 13631566 於 GPnotebook
- Anatomy figure: 04:04-05 at Human Anatomy Online, SUNY Downstate Medical Center
- Anatomy figure: 05:02-08 at Human Anatomy Online, SUNY Downstate Medical Center
- 人体解剖学在线（Human Anatomy Online）网站上的相关图片：05:ov-0200
- 人体解剖学在线（Human Anatomy Online）网站上的相关图片：05:01-0102
- Slide
- Muscles/PectoralisMinor at exrx.net